# Лило Пелекай
Лило Пелекай (на английски: Lilo Pelekai, което означава „изгубен“ на хавайски) е една от главните герои на анимационния филм „Лило и Стич“, неговите продължения и анимационния сериал. Тя е малко хавайско момиче, което живее на остров Кауаи с по-голямата си сестра Нани и ново семейство от извънземни посетители, които живеят на планетата Земя. Героинята е озвучена от Дейви Чейс във всичките филми и едноименния сериал, освен „Лило и Стич 2: Стич има повреда“, където тя е озвучена от Дакота Фанинг. В игралната версия през 2025 г. е изиграна от Мая Кеалоха. В българския дублаж се озвучава от Грета Михайлова в нахсинронните дублажи, записани в „Александра Аудио“ и Мина Костова във войсоувър дублажите на TV7 и „Доли Медия Студио“.